# Râul Valea Orății, Prahova
Râul Valea Orății este un curs de apă, afluent al râului Prahova. 

## Hărți
- Harta Munții Baiului  Arhivat în 15 iunie 2011, la Wayback Machine.
- Harta județului Prahova
- Munții Bucegi  Arhivat în 28 mai 2008, la Wayback Machine.